# De Braconier
De Braconier (ook: De Braconier d'Alphen) is een geslacht waarvan leden sinds 1957 tot de Belgische adel behoren.

## Geschiedenis
De stamreeks begint met Josué Braconier, vader van Abraham Braconier (1613-1680) die in 1613 te Den Haag werd geboren, eerste vermelding van een lid van dit geslacht. Abraham Josué Braconier (1670-1736) trouwde in 1708 met Catharina de Wilde, vrouwe van Alphen en Rietveld (1688-1766). Leden van het geslacht vestigden zich in de 18e eeuw in de Zuidelijke Nederlanden en namen daar bestuursfuncties op. Op 8 juli 1957 werd Philippe de Braconier (1893-1960) opgenomen in de erfelijke Belgische adel; hij had in 1953 naamswijziging verkregen van Debraconier in de Braconier. In 1962 en in 2003 verkregen leden naamswijziging tot de Braconier d'Alphen, als verwijzing naar de heerlijkheid Alphen die in bezit van het voorgeslacht was geweest. Anno 2018 waren er nog twee mannelijke adellijke telgen in leven, de laatste geboren in 1975; de laatste generatie kent slechts vrouwelijke telgen, de laatsten geboren in 2010 waarmee het adellijke geslacht op uitsterven staat.

### Wapenbeschrijving
- 1957: Van sinopel, met drie schuinbalken, het veld beladen tussen de eerste en de tweede schuinbalk met twee jachthoornen en tussen de tweede en de derde met een lopende everzwijn achtervolgd door een jachthond, gezegde wapenstukken geplaatst in de richting van de schuinbalken, alles van goud. Het schild getopt met een helm van zilver, gekroond, getralied, gehalsband en omboord van goud, gevoerd en gehecht van keel, met dekkleden van sinopel en van goud. Helmteken: een uitkomende everzwijn in natuurlijke kleur, omziend. Wapenspreuk: 'Pro rege' van goud, op een losse band van sinopel.

## Enkele telgen
Joseph Braconier (1785-1858), eigenaar van steenkoolmijnen, burgemeester van Tilleur
- Frédéric Braconier (1826-1912), industrieel, volksvertegenwoordiger, senator en burgemeester
- Léon Braconier (1830-1907), burgemeester van Tilleur
  - Pascal Braconier (1860-1942), volksvertegenwoordiger en senator

### Adellijke telgen
Jhr. Philippe de Braconier (1893-1960),  vertegenwoordiger van de Algemene Directie van de 'Union Minière du Haut Katanga' te Leopoldstad en burgemeester van Vliermaal; trouwde in 1920 met jkvr. Marguerite Fontaine de Ghélin (1897-1998), dochter van jhr. Fernand Fontaine de Ghélin, burgemeester van Vliermaal
- Jhr. dr. Juan de Braconier d'Alphen (1923-2013)
  - Jhr. Philippe de Braconier d'Alphen MSc. (1950), chef de famille
    - Jhr. Matthieu de Braconier d'Alphen (1975), vermoedelijke opvolger als chef de famille

#### Adellijke allianties
- Fontaine de Ghélin (1920), Empain (1947), D'Alcantara (1972)